# José Félix Ribas (Guárico)
José Félix Ribas è un comune del Venezuela situato nello Stato del Guárico.
Il capoluogo del comune è la città di Tucupido.